# Anisomeridium anisolobum
Anisomeridium anisolobum är en lavart som först beskrevs av Johannes Müller Argoviensis, och fick sitt nu gällande namn av Aptroot. Anisomeridium anisolobum ingår i släktet Anisomeridium och familjen Monoblastiaceae.   Inga underarter finns listade i Catalogue of Life.